# Prata Camportaccio
Prata Camportaccio là một đô thị ở tỉnh Sondrio trong vùng Lombardia của Italia, có vị trí khoảng 100 km về phía bắc của Milano và khoảng 40 km về phía tây bắc của Sondrio. Tại thời điểm ngày 31 tháng 12 năm 2004, đô thị này có dân số 2.758 người và diện tích là 27,9 km².
Prata Camportaccio giáp các đô thị: Chiavenna, Gordona, Mese, Novate Mezzola, Piuro, Samolaco.